# Seznam kulturních památek v Aši
Tento seznam nemovitých kulturních památek ve městě Aš v okrese Cheb vychází z  Ústředního seznamu kulturních památek ČR, který na základě zákona č. 20/1987 Sb., o státní památkové péči, vede Národní památkový ústav jako ústřední organizace státní památkové péče. Údaje jsou průběžně upřesňovány, přesto mohou obsahovat i řadu věcných a formálních chyb a nepřesností či být neaktuální. 
Pokud byly některé části dotčeného území vyčleněny do samostatných seznamů, měly by být odkazy na tyto dílčí seznamy uvedeny v úvodu tohoto seznamu nebo v úvodu příslušné sekce seznamu.

## Aš
|  | Kategorie „Church of Saint Nicholas (Aš) “ na Wikimedia Commons | Hledat fotografie a kategorie ve Wikimedia Commons podle rejstříkového čísla památky | Nahrát snímek k tomuto tématu do úložiště Wikimedia Commons |  |

|  |  | Hledat fotografie a kategorie ve Wikimedia Commons podle rejstříkového čísla památky | Nahrát snímek k tomuto tématu do úložiště Wikimedia Commons |  |

|  | Kategorie „Statue of Martin Luther in Aš “ na Wikimedia Commons | Hledat fotografie a kategorie ve Wikimedia Commons podle rejstříkového čísla památky | Nahrát snímek k tomuto tématu do úložiště Wikimedia Commons |  |

|  |  | Hledat fotografie a kategorie ve Wikimedia Commons podle rejstříkového čísla památky | Nahrát snímek k tomuto tématu do úložiště Wikimedia Commons |  |

|  |  | Hledat fotografie a kategorie ve Wikimedia Commons podle rejstříkového čísla památky | Nahrát snímek k tomuto tématu do úložiště Wikimedia Commons |  |

|  | Kategorie „Vila of Gustav Geipel in Aš “ na Wikimedia Commons | Hledat fotografie a kategorie ve Wikimedia Commons podle rejstříkového čísla památky | Nahrát snímek k tomuto tématu do úložiště Wikimedia Commons |  |

|  |  | Hledat fotografie a kategorie ve Wikimedia Commons podle rejstříkového čísla památky | Nahrát snímek k tomuto tématu do úložiště Wikimedia Commons |  |

|  | Kategorie „Gym in Aš “ na Wikimedia Commons | Hledat fotografie a kategorie ve Wikimedia Commons podle rejstříkového čísla památky | Nahrát snímek k tomuto tématu do úložiště Wikimedia Commons |  |

|  | Kategorie „Museum of Ašsko “ na Wikimedia Commons | Hledat fotografie a kategorie ve Wikimedia Commons podle rejstříkového čísla památky | Nahrát snímek k tomuto tématu do úložiště Wikimedia Commons |  |

|  | Kategorie „Vila Christofera Fischera “ na Wikimedia Commons | Hledat fotografie a kategorie ve Wikimedia Commons podle rejstříkového čísla památky | Nahrát snímek k tomuto tématu do úložiště Wikimedia Commons |  |

|  |  | Hledat fotografie a kategorie ve Wikimedia Commons podle rejstříkového čísla památky | Nahrát snímek k tomuto tématu do úložiště Wikimedia Commons |  |

|  |  | Hledat fotografie a kategorie ve Wikimedia Commons podle rejstříkového čísla památky | Nahrát snímek k tomuto tématu do úložiště Wikimedia Commons |  |

|  |  | Hledat fotografie a kategorie ve Wikimedia Commons podle rejstříkového čísla památky | Nahrát snímek k tomuto tématu do úložiště Wikimedia Commons |  |

|  | Kategorie „Penitence cross at cemetery in Aš “ na Wikimedia Commons | Hledat fotografie a kategorie ve Wikimedia Commons podle rejstříkového čísla památky | Nahrát snímek k tomuto tématu do úložiště Wikimedia Commons |  |

## Dolní Paseky
| Památka                 | Fotografie                                                        | Rejstříkové číslo v ÚSKP                                                             | Sídelní útvar                                               | Poloha                                                                                         | Popis a poznámky |
| ----------------------- | ----------------------------------------------------------------- | ------------------------------------------------------------------------------------ | ----------------------------------------------------------- | ---------------------------------------------------------------------------------------------- | --- |
| Smírčí kříž (Q37177665) | \| \| \| \| \| \|                                                 | 52000/4-5286 Pam. katalog MIS                                                        | Dolní Paseky                                                | u silničního mostu na břehu potoka Halštrovky, pp. 1935/1 50°13′57,62″ s. š., 12°14′7,2″ v. d. | Kamenný monolitický smírčí kříž prostý jakéhokoliv nápisu či reliéfu. Nalezen byl v roce 1992 německými starousedlíky. Památkově chráněno od 3. června 2002. |
|                         | Kategorie „Penitence cross in Dolní Paseky “ na Wikimedia Commons | Hledat fotografie a kategorie ve Wikimedia Commons podle rejstříkového čísla památky | Nahrát snímek k tomuto tématu do úložiště Wikimedia Commons |                                                                                                | |

## Doubrava
| Památka             | Fotografie                                               | Rejstříkové číslo v ÚSKP                                                             | Sídelní útvar                                               | Poloha                                        | Popis a poznámky |
| ------------------- | -------------------------------------------------------- | ------------------------------------------------------------------------------------ | ----------------------------------------------------------- | --------------------------------------------- | --- |
| Papírna (Q37180090) | \| \| \| \| \| \|                                        | 38102/4-4681 Pam. katalog MIS                                                        | Doubrava                                                    | pp. 68 50°15′34,53″ s. š., 12°14′22,82″ v. d. | Papírna - soubor fragmentů bývalé papírny - základy budovy papírny - vodní náhon - soubor kamenných reliktů: kamenné mlecí kolo, kamenná nádrž holandru datovaná 1750 a skupina nádrží a míchacích kádí na papírovinu Papírna byla připomínána již za třicetileté války. Poznámka: V MonumNetu uvedená parcela pp. 68 neexistuje, existují pouze díly pp. 68/5 a pp. 68/6 Památkově chráněno od 13. listopadu 1991. |
|                     | Kategorie „Paper mill in Doubrava “ na Wikimedia Commons | Hledat fotografie a kategorie ve Wikimedia Commons podle rejstříkového čísla památky | Nahrát snímek k tomuto tématu do úložiště Wikimedia Commons |                                               | |

## Kopaniny
| Památka                             | Fotografie                                         | Rejstříkové číslo v ÚSKP                                                             | Sídelní útvar                                               | Poloha                                        | Popis a poznámky |
| ----------------------------------- | -------------------------------------------------- | ------------------------------------------------------------------------------------ | ----------------------------------------------------------- | --------------------------------------------- | --- |
| Zřícenina zámku Kopaniny (Q2241901) | \| \| \| \| \| \|                                  | 104079 Pam. katalog MIS                                                              | Kopaniny                                                    | st. 16 50°15′36,65″ s. š., 12°13′31,54″ v. d. | Zámek, zřícenina. Stavebně historický průzkum odhalil v jádře objektu konstrukce dvou gotických objektů. Hospodářské budovy již chybí a v roce 2007 areál celý vyhořel a byly destruovány všechny dřevěné konstrukce, dochovala se jen stavba v severozápadním nároží, resp. nezajištěné obvodové zdivo. Památkově chráněno od 10. září 2010. |
|                                     | Kategorie „Kopaniny Chateau “ na Wikimedia Commons | Hledat fotografie a kategorie ve Wikimedia Commons podle rejstříkového čísla památky | Nahrát snímek k tomuto tématu do úložiště Wikimedia Commons |                                               | |

## Mokřiny
| Památka                        | Fotografie                                                     | Rejstříkové číslo v ÚSKP                                                             | Sídelní útvar                                               | Poloha                                         | Popis a poznámky |
| ------------------------------ | -------------------------------------------------------------- | ------------------------------------------------------------------------------------ | ----------------------------------------------------------- | ---------------------------------------------- | --- |
| Evangelický kostel (Q34626106) | \| \| \| \| \| \|                                              | 106292 Pam. katalog MIS                                                              | Mokřiny                                                     | st. 125 50°12′20,34″ s. š., 12°12′38,36″ v. d. | Evangelický kostel postavený v letech 1912–1914 podle návrhu berlínského architekta Otto Bartninga v přetrvávajícím tradičním tvarosloví. Kostel tak svým zevnějškem připomíná nedaleké kostely tzv. ašského evangelického baroka. Památkově chráněno od 5. června 2018. |
|                                | Kategorie „Evangelical church (Mokřiny) “ na Wikimedia Commons | Hledat fotografie a kategorie ve Wikimedia Commons podle rejstříkového čísla památky | Nahrát snímek k tomuto tématu do úložiště Wikimedia Commons |                                                | |